# Живот с Майки
„Живот с Майки“ (на английски: Life with Mikey) е американска семейна комедия от 1993 г. на режисьора Джеймс Лапин по сценарий на Марк Лорънс, и участват Майкъл Джей Фокс, Нейтън Лейн, Синди Лоупър и Кристина Видал в нейния дебют в киното.